# Automolis pulverea
Automolis pulverea är en fjärilsart som beskrevs av George Francis Hampson 1907. Automolis pulverea ingår i släktet Automolis och familjen björnspinnare. Inga underarter finns listade i Catalogue of Life.